# ヒア・カムズ・ザ・サン (アルバム)
『ヒア・カムズ・ザ・サン』（Here Comes the Sun）は、アメリカ合衆国のジャズ・ボーカリスト、ニーナ・シモンが1971年に発表したアルバム。1960年代後半から1970年代初頭の楽曲のカヴァーが中心となっている。

## 解説
タイトル曲はビートルズが1969年に発表した曲のカヴァー。「マイ・ウェイ」はフランク・シナトラの歌唱で知られる曲のカヴァーだが、アレンジは大幅に異なり、Timothy Crouseは1971年8月5日付の『ローリング・ストーン』誌のレビューで「ボンゴや流れるようなストリングスが機能して、ニーナは彼女の主張を示し、彼女のヴァージョンはシナトラとは全く無関係なものになった」と評している。
本作収録曲のうち「ヒア・カムズ・ザ・サン」と「ウー・ウー・チャイルド」は、2006年にリリースされたリミックス・アルバム『Remixed & Reimagined』にリミックス・ヴァージョンが収録された。

## 収録曲
Side 1
1. ヒア・カムズ・ザ・サン - "Here Comes the Sun" (George Harrison) - 3:34
2. ジャスト・ライク・ア・ウーマン - "Just Like a Woman" (Bob Dylan) - 4:50
3. ウー・ウー・チャイルド - "O-O-H Child" (Stan Vincent) - 3:15
4. ミスター・ボージャングル - "Mr. Bojangles" (Jerry Jeff Walker) - 4:59

Side 2
1. 新しき夜明け - "New World Coming" (Barry Mann, Cynthia Weil) - 4:43
2. 朝の天使 - "Angel of the Morning" (Chip Taylor) - 3:30
3. ハウ・ロング・マスト・アイ・ワンダー - "How Long Must I Wander" (Weldon Irvine) - 6:18
4. マイ・ウェイ - "My Way" (Paul Anka, Claude François, Jacques Revaux) - 5:08

## 参加ミュージシャン
- ニーナ・シモン - ボーカル、ピアノ、アレンジ
- ハロルド・ウィーラー - 指揮、アレンジ
- ハワード・ロバーツ - バッキング・ボーカル
- コーキー・ヘイル - ハープ